# Кейв-ін-Рок (Іллінойс)
Кейв-ін-Рок (англ. Cave-In-Rock) — селище (англ. village) в США, в окрузі Гардін штату Іллінойс. Населення — 228 осіб (2020).

## Географія
Кейв-ін-Рок розташований за координатами 37°28′14″ пн. ш. 88°9′57″ зх. д. / 37.47056° пн. ш. 88.16583° зх. д. (37.470515, -88.165755).  За даними Бюро перепису населення США в 2010 році селище мало площу 1,10 км², з яких 0,97 км² — суходіл та 0,13 км² — водойми.

## Демографія
Згідно з переписом 2010 року, у селищі мешкало 318 осіб у 144 домогосподарствах у складі 81 родини. Густота населення становила 289 осіб/км².  Було 181 помешкання (164/км²).
Расовий склад населення:
| - 95,3 % — білих - 0,9 % — корінних американців - 0,3 % — азіатів - 1,6 % — осіб інших рас |

До двох чи більше рас належало 1,9 %. Частка іспаномовних становила 3,1 % від усіх жителів.
За віковим діапазоном населення розподілялося таким чином: 21,1 % — особи молодші 18 років, 57,5 % — особи у віці 18—64 років, 21,4 % — особи у віці 65 років та старші. Медіана віку мешканця становила 44,8 року. На 100 осіб жіночої статі у селищі припадало 90,4 чоловіків;  на 100 жінок у віці від 18 років та старших — 88,7 чоловіків також старших 18 років.
Середній дохід на одне домашнє господарство  становив 36 874 долари США (медіана — 26 250), а середній дохід на одну сім'ю — 43 989 доларів (медіана — 40 000). Медіана доходів становила 41 250 доларів для чоловіків та 27 386 доларів для жінок. За межею бідності перебувало 30,7 % осіб, у тому числі 34,2 % дітей у віці до 18 років та 21,2 % осіб у віці 65 років та старших.
Цивільне працевлаштоване населення становило 105 осіб. Основні галузі зайнятості: освіта, охорона здоров'я та соціальна допомога — 31,4 %, транспорт — 19,0 %, публічна адміністрація — 12,4 %, сільське господарство, лісництво, риболовля — 9,5 %.